# 行政院
行政院是中華民國最高行政機關，簡稱政院，由行政院院長領導，並依《中華民國憲法》及其增修條文之規定向立法院負起政治責任。其主要功能為協助院長處理各項行政事務，下設若干中央行政機關，即俗稱之「部會」。
一般所指的「行政院」，狹義上僅指行政院本部，廣義上則涵蓋各部會；「院本部」並非法定名稱，乃為了區別行政院內部單位與各部會而使用。
行政院被視為中華民國的內閣，院長為內閣首長（政府首脑），副院長、秘書長、副秘書長、政務委員與各部會首長則為內閣閣員，並定期召開行政院會議以議定國家重大政事。依照現行憲法條文，行政院院長由總統直接任命，無須經過立法院批准，副院長及各部會首長等官員則由行政院院長提請總統任命。

## 沿革
行政院是根據中華民國國父孫中山之五權憲法理論所設立的國家最高行政機關。
1928年，國民政府在完成北伐，在名義上統一中國後，於同年10月3日通過《中華民國國民政府組織法》，並依此法設置行政院（國民政府行政院）。同年10月8日，國民政府通過譚延闓為首任國民政府行政院院長。當時的行政院設有內政、外交、軍政、財政、農礦、工商、教育、交通、鐵道、衛生等10部。同年10月25日，行政院院長及十部部長宣誓就職，行政院正式辦公。
《中華民國憲法》於1947年元旦公布施行後，續定行政院為國家最高行政機關；同年3月31日，《行政院組織法》公布。同年12月25日施行設置中華民國行政院。
1948年5月，初設15部3會1局。
1949年1月7日，行政院邀集相關部會首長會商政府機關疏散事宜，決定將各機關核心移至廣州，將大部份人員疏散於各地或南京以外各附屬機關:236。2月5日，行政院在廣州辦公:238。3月，整編為八部二會一處。12月9日，行政院在臺北賓館舉行遷臺後首次政務會議，決議總統府及行政院設址於介壽館辦公。1957年後在臺北的行政院中央大樓辦公。
2006年，行政院已經擴增為8部、2會、18委員會、3署、1處、2局與2直屬機構。2012年起，行政院本部與所屬部會機關逐步實施「行政院組織再造」，院本部自該年1月1日起從11室、8組、2會調整為16處、2室、1會。
2020年11月，行政院副秘書長由現制一人修正為二人，其中一人職務比照簡任第十四職等，襄助秘書長處理行政院幕僚事務；另明定行政院置發言人，為政務職務，處理新聞發布及聯繫事項。
2022年1月19日，修正《行政院組織法》新設數位發展部；原科技部改制為國家科學及技術委員會。
2023年4月，修正《行政院組織法》；恢復交通部和經濟部編制。
2025年1月24日，修正《行政院組織法》；原教育部體育署升格為運動部。
目前行政院之直轄機關共有14部、9會、1委員會、6獨立機關、1行、1院、2總處，未來將逐步改組為15部、9會、5獨立機關、1行、1院、2總處。

## 院址

### 院本部
行政院在民國17年（1928年）成立後，設於南京市國民政府辦公區（即南京總統府舊址，當時南京市長江路292號，今南京市東箭道19號）之內；對日抗戰全面爆發後，民國26年（1937年）隨國民政府各機關遷至重慶（後曾為重慶市紀律檢查委員會址）辦公。民國34年（1945年）抗戰勝利後，遷至當時南京市中山北路61号（今中山北路254号）原鐵道部舊址辦公。
民國38年（1949年），行政院遷臺後由閻錫山召開的首次院會中，決議總統府與行政院以「介壽館」（今總統府廳舍）為辦公場所，於是確定行政院與總統府共署辦公，此共署形式直至民國46年（1957年）行政院遷出為止。
行政院於1957年遷入目前的院址行政院中央大樓（通稱行政院院區）辦公，位於臺北市中正區忠孝東路與中山北路交叉口（此路口亦為臺灣公路原點），與監察院隔街相望。院區原為日治時代的臺北市役所（臺北市政府前身）辦公廳舍。

### 合署辦公大樓

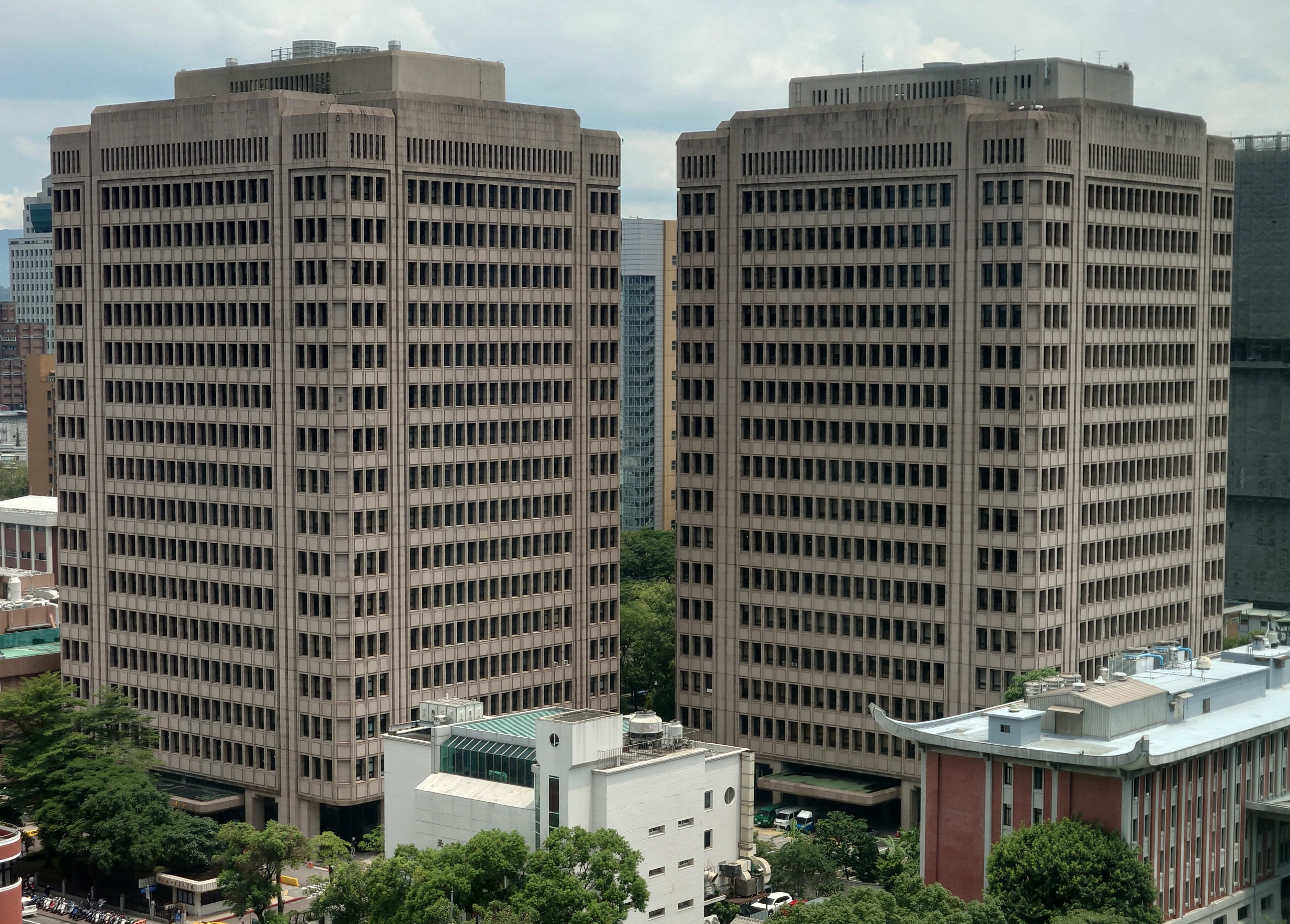
中央聯合辦公大樓

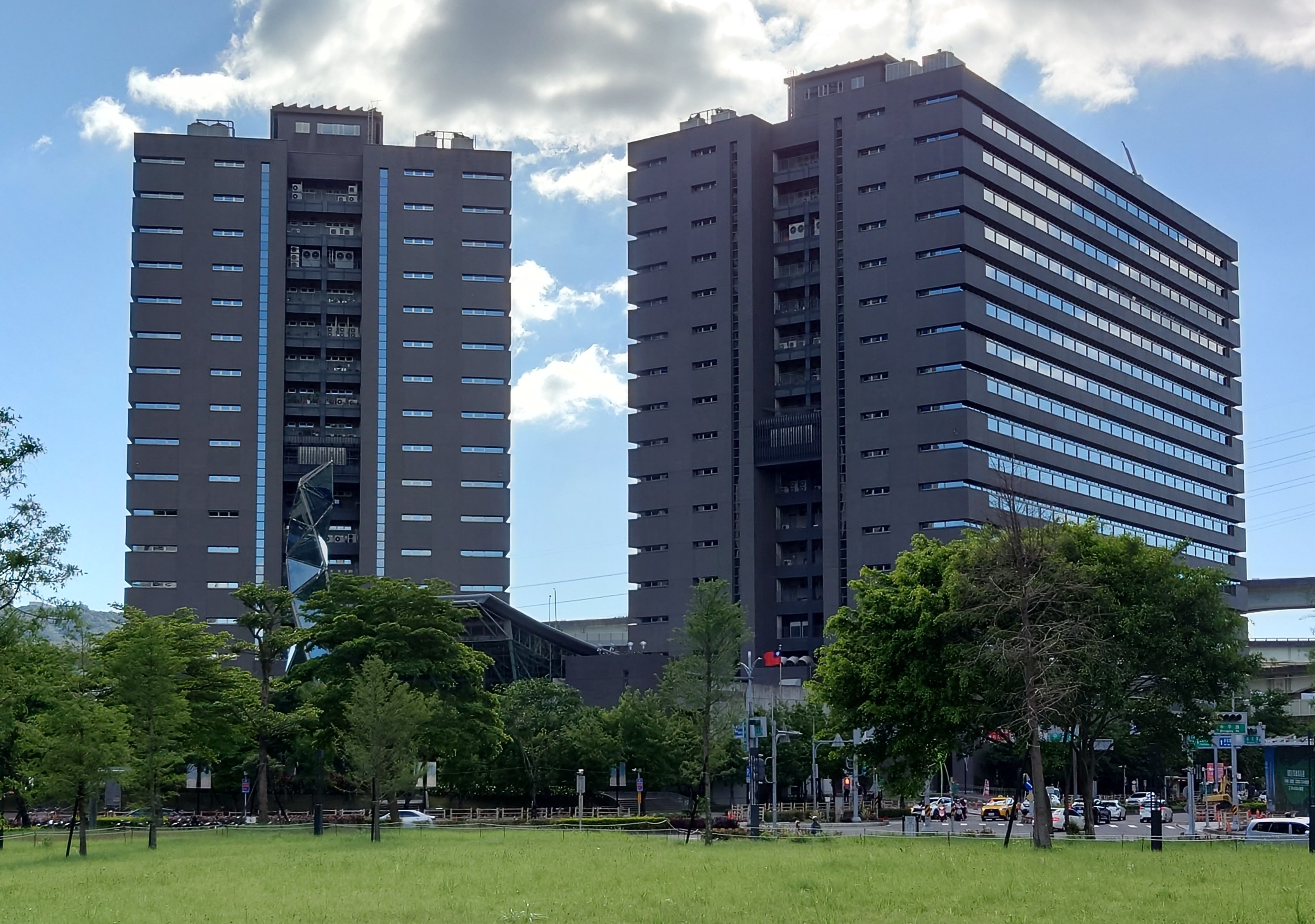
行政院新莊聯合辦公大樓

行政院轄下中央部會現有兩處合署辦公大樓，均位於大臺北地區。
- 中央聯合辦公大樓：位於臺北市中正區，建有南、北兩棟。有內政部、公平會、中選會、僑委會、陸委會、教育部青發署、外交部領務局以及人事行政總處進駐。
- 行政院新莊聯合辦公大樓：位於新北市新莊區，建有南、北兩棟。有文化部、原民會、客委會、國發會檔案局以及財政部、內政部、法務部、勞動部的相關機關進駐。

## 院本部
- 院長（1名，特任）
- 副院長（1名，特任）

行政院架構圖

- 秘書長：行政院秘書長為院之幕僚長，督導及統合有關幕僚機關之業務（1名，特任）
- 副秘書長：行政院副秘書長為院之副幕僚長，襄助秘書長處理本院幕僚事務（2名，其中1名職務比照簡任第十四職等，另1名職務列簡任第十四職等）
- 政務委員（此為不管部會之政務委員；並得兼任委員會主任委員）（7-9名，特任）
- 發言人：負責處理新聞發布及聯繫事項，得由政務職務人員兼任之（1名，特任）
- 副發言人：行政院副發言人為備位發言人，設有政務1名
- 顧問（11名，簡任第十三職等至第十四職等）
- 主任委員（1名，由顧問兼任）
- 參事（8名，簡任第十二職等至第十三職等）
- 處長（14名，簡任第十二職等至第十三職等）
- 主任（2名，簡任第十二職等至第十三職等）
- 副處長（14名，簡任第十一職等至第十二職等）
- 副主任（2名，簡任第十一職等至第十二職等）
- 參議（79名，簡任第十職等至第十一職等）
- 高級分析師（1名，簡任第十職等至第十一職等）
- 科長（70名，薦任第九職等）
- 秘書（35名，薦任第八職等至第九職等）（內17人得列簡任第十職等至第十二職等）
- 消費者保護官（9名，薦任第八職等至第九職等）（內3人得列簡任第十職等至第十一職等）
- 諮議（125名，薦任第七職等至第九職等）
- 分析師（6名，薦任第七職等至第九職等）
- 科員（145名，委任第五職等或薦任第六職等至第七職等）
- 助理設計師（5名，委任第五職等或薦任第六職等至第七職等）
- 助理員（26名，委任第四職等至第五職等）（內13人得列薦任第六職等）
- 書記（8名，委任第一職等至第三職等）
- 行政院會議（總決策組織單位）

### 業務單位
- 新聞傳播處[d]
- 消費者保護處[e]
- 綜合業務處
- 內政衛福勞動處
- 外交國防法務處
- 交通環境資源處
- 財政主計金融處
- 經濟能源農業處
- 教育科學文化處
- 國土安全辦公室
- 法規會
- 性別平等處[f]
- 災害防救辦公室[g]
- 人權及轉型正義處[h]

### 幕僚單位
- 公共關係處
- 祕書處
- 人事處
- 政風處
- 主計處
- 資訊處

### 任務編組
依法律規定設立
序號	任務編組 幕僚機關或單位
- 1	行政院緊急公害糾紛處理小組 環境部
- 2	行政院國家永續發展委員會 國家發展委員會
- 3	中央災害防救會報 行政院災害防救辦公室
- 4	行政院教育經費基準委員會 教育部
- 5	行政院離島建設指導委員會 國家發展委員會
- 6	行政院全民防衛動員準備業務會報 國防部
- 7	中央癌症防治會報 衛生福利部
- 8	行政院原住民族基本法推動會 原住民族委員會
- 9	中央災害防救委員會 行政院災害防救辦公室
- 10	行政院消費者保護會 行政院消費者保護處
- 11	行政院兒童及少年福利與權益推動小組 衛生福利部
- 12	行政院身心障礙者權益推動小組 衛生福利部
- 13	行政院食品安全會報 衛生福利部
- 14	行政院技職教育審議會 教育部
- 15	行政院文化會報 文化部
- 16	國家化學物質管理會報 環境部
- 17 行政院推動轉型正義會報 行政院人權及轉型正義處
- 18 行政院個人資料保護委員會籌備處 國家發展委員會[15][16]

依業務需要設立
- 1	行政院治安會報 內政部
- 2	行政院國家資通安全會報 數位發展部資通安全署
- 3	行政院社會福利推動委員會 衛生福利部
- 4	行政院人權保障推動小組 法務部
- 5	行政院國土安全政策會報 行政院國土安全辦公室
- 6	行政院毒品防制會報	法務部
- 7	行政院防制人口販運及消除種族歧視協調會報 內政部
- 8	行政院穩定物價小組 國家發展委員會
- 9	中央廉政委員會 法務部
- 10	行政院科技會報 行政院科技會報辦公室
- 11	行政院性別平等會 行政院性別平等處
- 12	行政院花東地區發展推動小組 國家發展委員會
- 13	行政院推動桃園航空城核心計畫專案小組 交通部
- 14	行政院產學研連結會報 教育部
- 15	行政院新住民事務協調會報 內政部
- 16	行政院長期照顧推動小組 衛生福利部
- 17	行政院能源及減碳辦公室 行政院能源及減碳辦公室
- 18	行政院年金改革辦公室 國家發展委員會
- 19	打擊非法與未報告及不受規範漁業專案小組 農業部
- 20	行政院經貿談判辦公室 行政院經貿談判辦公室
- 21	行政院青年諮詢委員會 教育部
- 22	行政院洗錢防制辦公室 行政院洗錢防制辦公室
- 23	行政院智慧國家推動小組 行政院科技會報辦公室
- 24	行政院開放政府國家行動方案推動小組 國家發展委員會
- 25	行政院促進民間參與公共建設推動小組 財政部
- 26 行政院科技顧問會 國家科學及技術委員會
- 27 行政院打擊詐欺辦公室 行政院打擊詐欺辦公室

區域聯合服務中心
- 中部聯合服務中心
- 雲嘉南區聯合服務中心
- 南部聯合服務中心
- 東部聯合服務中心
- 金馬聯合服務中心

## 附屬機關

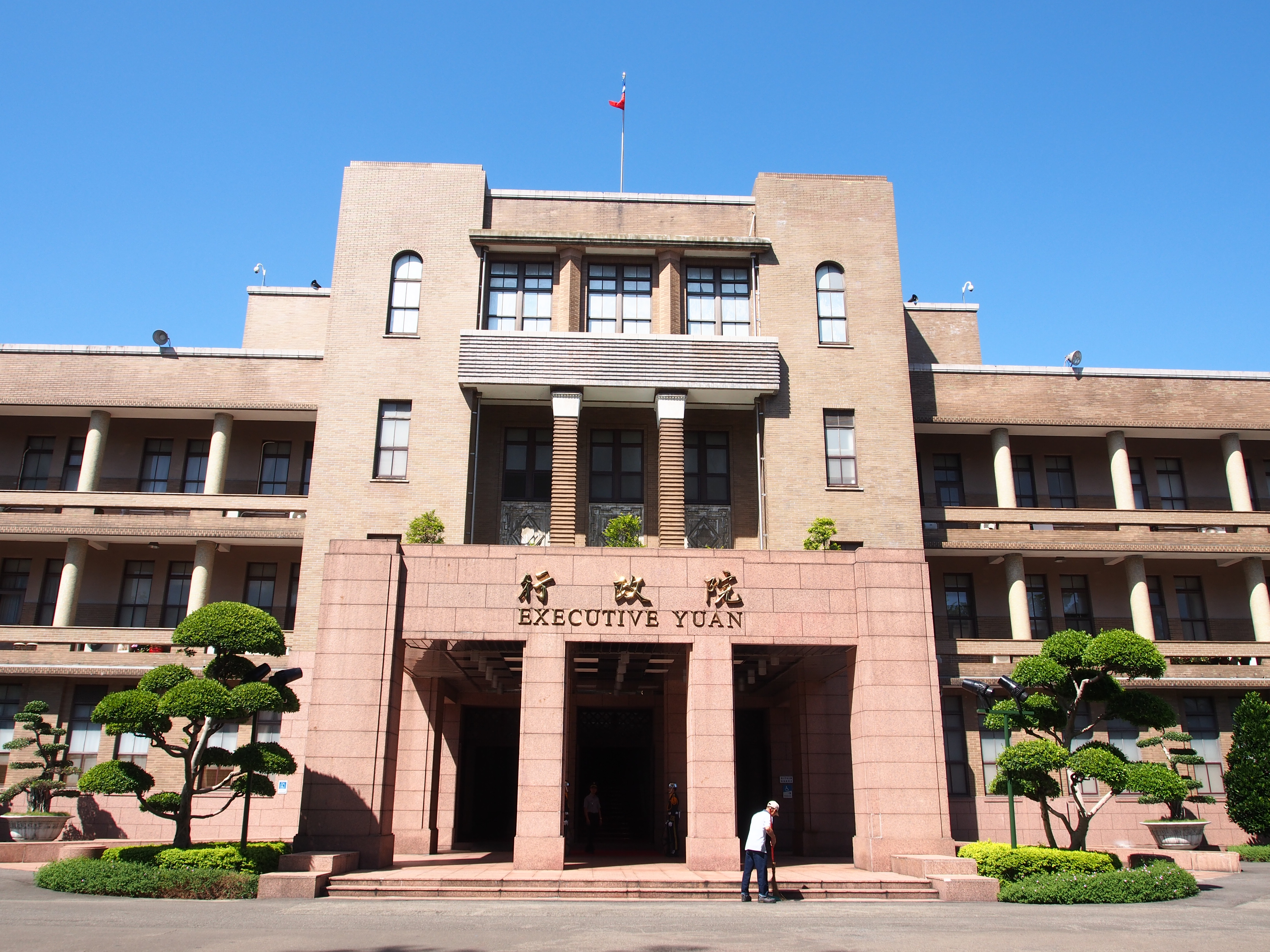
行政院中央大樓

### 中央二級機關
中華民國中央二級行政機關：
部
內政部、外交部、國防部、財政部、教育部、法務部、經濟部、交通部、勞動部、衛生福利部、文化部、數位發展部、農業部、環境部、運動部（尚未成立）
會
國家發展委員會、金融監督管理委員會、僑務委員會、國軍退除役官兵輔導委員會、原住民族委員會、客家委員會、海洋委員會、大陸委員會、國家科學及技術委員會
委員會（尚未組改，名義上為行政院附屬機關）
行政院公共工程委員會（組改後：將拆解併入國家發展委員會跟內政部國土管理署）
獨立機關
中央選舉委員會、公平交易委員會、國家通訊傳播委員會
行政院附屬機構
中央銀行、國立故宮博物院、行政院主計總處、行政院人事行政總處

### 中央三級機關
行政院直轄的中央三級機關，不納入內閣序列，首長亦沒有參加行政院會議的義務。
獨立機關
國家運輸安全調查委員會、核能安全委員會、不當黨產處理委員會、個人資料保護委員會

## 重要場域

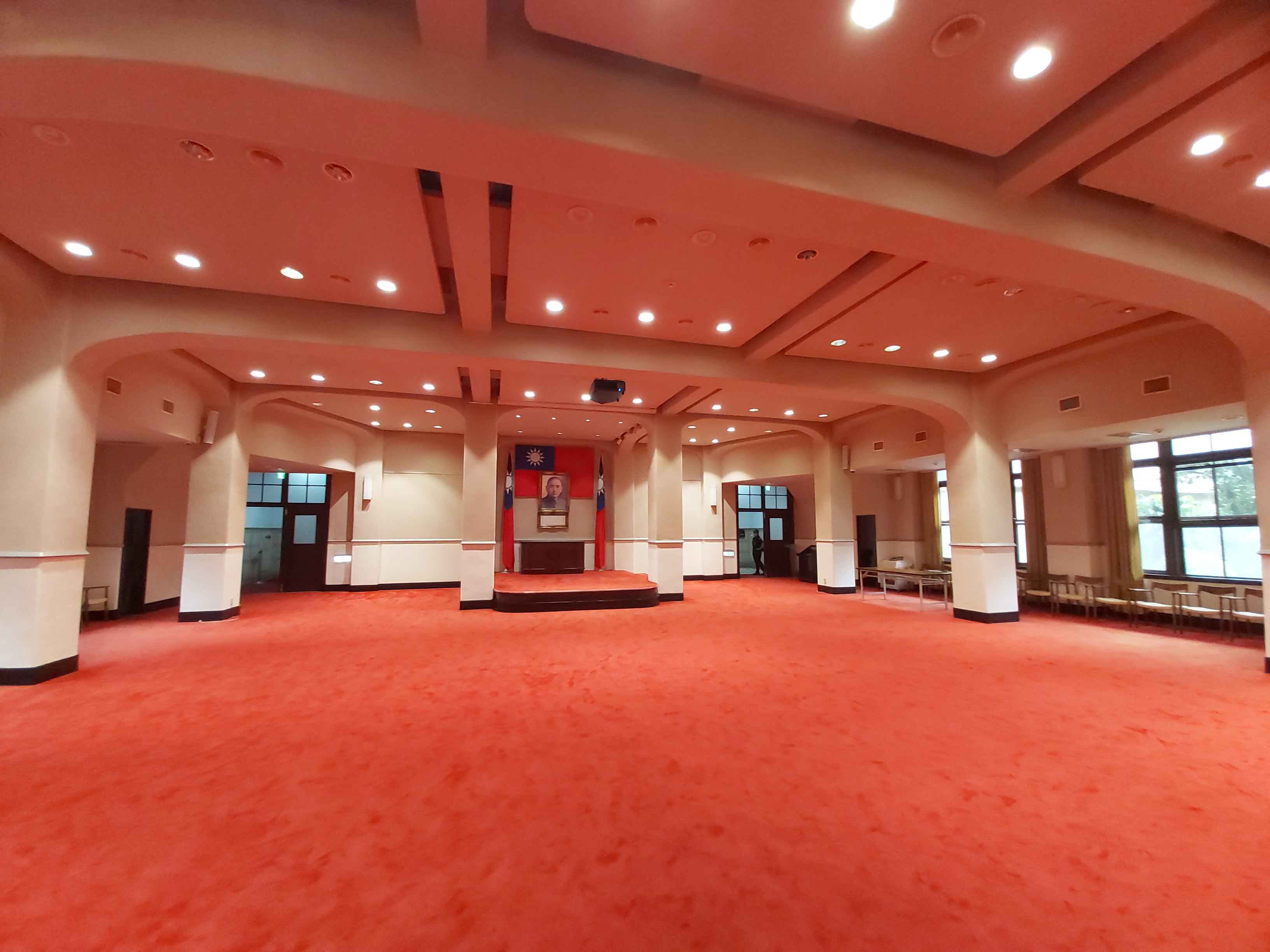
大禮堂
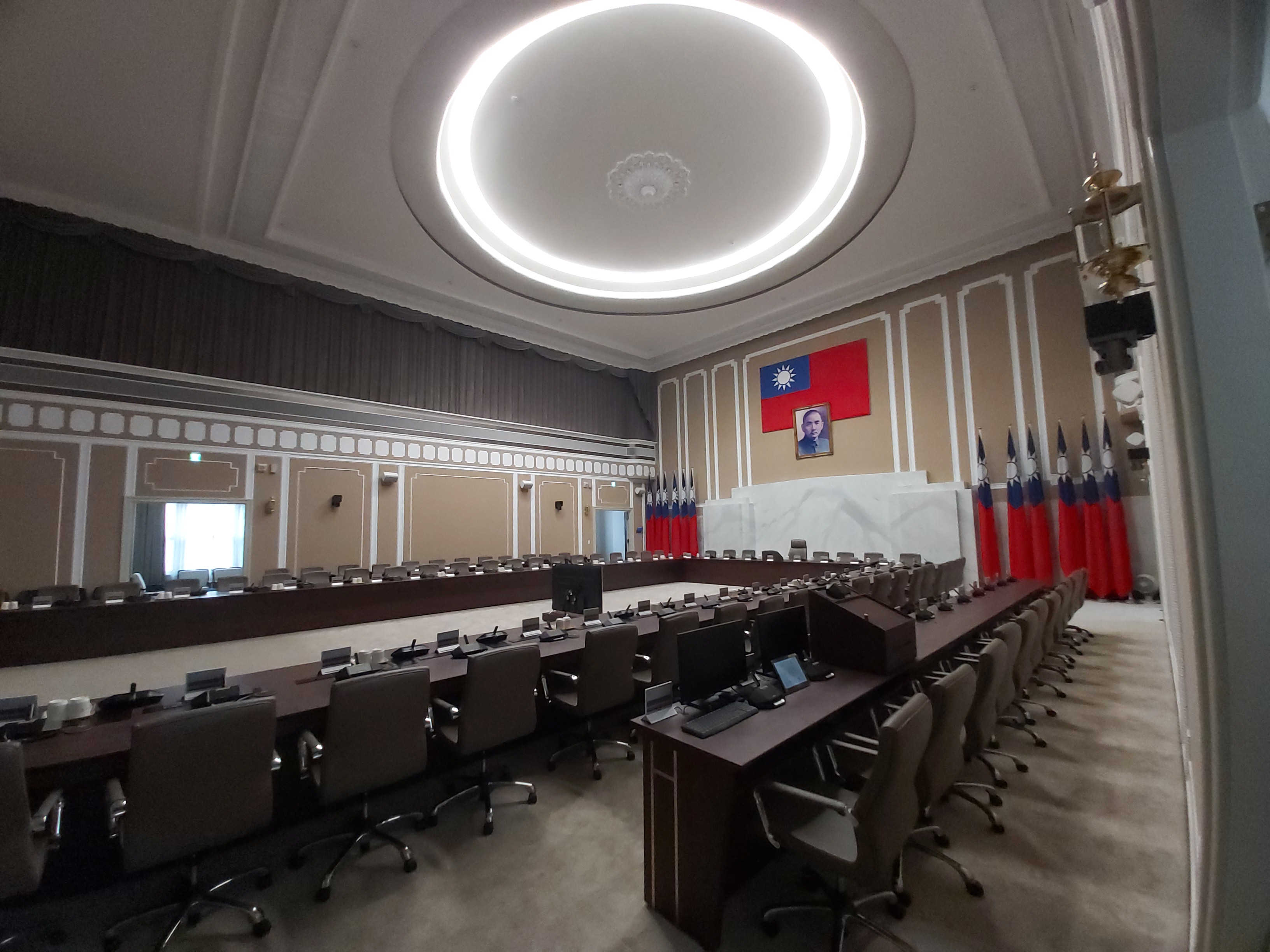
行政院院會室（第一會議室）
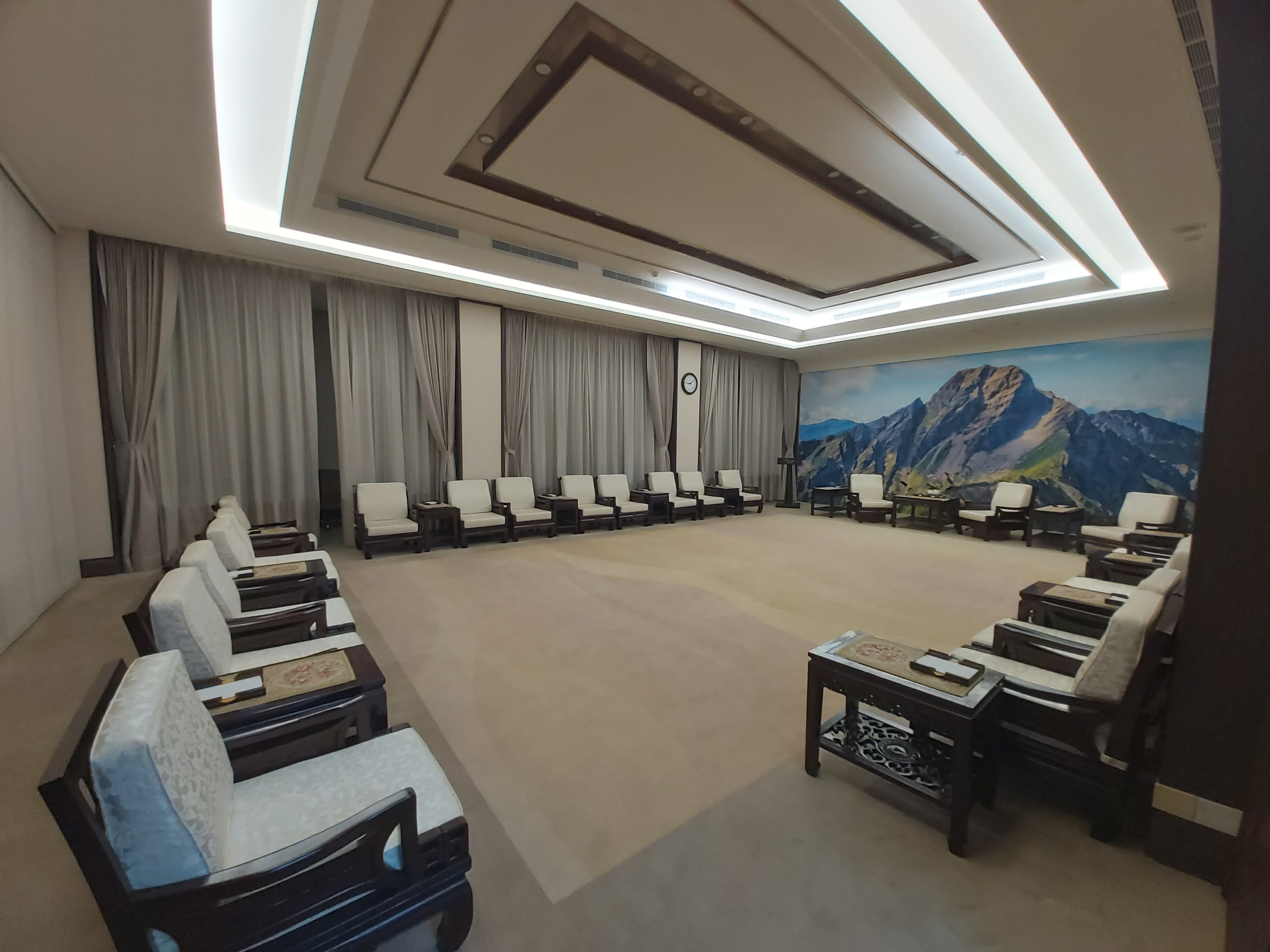
玉山廳（第一接待室）

### 引用
1. ↑  《中華民國憲法》第53條：「行政院為國家最高行政機關。」；《中華民國憲法增修條文》第3條：「……行政院依左列規定，對立法院負責……」
2. ↑  .   [2018-12-26]. （原始内容存档于2017-08-07）.
3. ↑  . 行政院.   [2017-08-07]. （原始内容存档于2017-09-10） （中文（臺灣））.
4. ↑  .   [2018-12-26]. （原始内容存档于2018-02-18）.
5. ↑  2.16.886.101.20003. . 2.16.886.101.20003. 2011-12-01  [2022-10-10]. （原始内容存档于2022-11-05） （中文（臺灣））.
6. 1 2  蔣永敬、劉維開著.  修訂初版. 臺北: 臺灣商務印書館股份有限公司. 2013. ISBN 9789570528022.
7. ↑  . 行政院. 1999-12-09  [2024-07-16]. （原始内容存档于2019-02-17）.
8. ↑  {{cite web|url=https://kids.ey.gov.tw/Page/D13F78E4A1786495%7Ctltle=從建物看行政院%7Cwebsite=行政院兒童e樂園
9. ↑  .   [2018-12-26]. （原始内容存档于2017-02-15）.
10. ↑  .   [2020-11-16]. （原始内容存档于2021-05-10）.
11. ↑  曾韋禎、范正祥. . 自由時報. 2010-01-13  [2010-01-13]. （原始内容存档于2010-01-16）.
12. ↑  陪都遗址溯踪 - 國民政府行政院遺址 （页面存档备份，存于），三峽博物館，2010-1-21
13. ↑  國民政府行政院1946 - 行政軍政篇 - 民國南京建築网[永久]
14. ↑  .   [2012-03]. （原始内容存档于2023-02-08）.
15. ↑  個資保護委員會籌備處10月成立 初期編制36人 （页面存档备份，存于），中央社，2023/8/9
16. ↑  政院：個資保護委員會籌備處 年底前成立 （页面存档备份，存于），中央社，2023/11/8
17. ↑  . Ey.gov.tw.   [2014-08-13]. （原始内容存档于2014-08-13）.

## 外部連結
- （繁體中文）（英文）行政院官方網站 （页面存档备份，存于）
- 行政院-台灣好政點的Facebook專頁
- YouTube上的行政院開麥啦頻道
- YouTube上的行政院 影音快遞頻道

| 先前機關： 中華民國國務院 1912年－1928年 （1914年－1916年為總統府政事堂） | 統治中国大陆最高行政機關 1928年10月3日－1949年10月21日                                                                 | 後繼機關： 中华人民共和国中央人民政府政務院 |
| 先前機關： 中華民國國務院 1912年－1928年 （1914年－1916年為總統府政事堂） | 中華民國最高行政機關 1928年10月3日至今                                                                                 | 現行機關                                    |
| 先前機關： 中華民國國務院 1912年－1928年 （1914年－1916年為總統府政事堂） | 統治金門馬祖最高行政機關 1928年10月3日至今 （1933年－1934年為中華共和國人民革命政府、 1937年－1945年為大日本帝國佔領） | 現行機關                                    |
| 先前機關： 大日本帝國內閣 1895年－1945年                                  | 統治臺灣澎湖最高行政機關 1945年10月25日至今                                                                            | 現行機關                                    |